# 侯志
侯志（1905年2月18日—1982年1月27日）女，曾用名侯玉兰、马琳、郭张青莲等，生于今山东省青州市侯庙村。中国共产党早期党员。武胡景夫人。

## 生平

### 投身革命
侯志原名侯玉兰，“侯志”是她参加革命后自己起的名字，取“志在千里”之意。过去农村女孩长到五、六岁就要“缠足”，但侯志坚决不缠足。侯志的祖父曾参加清朝省城举人应考。父亲侯恩渥年轻时曾在烟台外国人办的教会学校学英文，毕业后在山东省立邮局当邮差，后升为济阳县邮政局长。1913年，侯志被送到泰安教会女子小学学习。1917年，转学到青州城里仓廒女子学校，该校为官立教会学校。1919年，考入济南的山东省立女子师范学校。
　
1920年，王翔千来到山东省立女子师范学校当代课教师，并宣传革命。侯志与同学王辩、王兰英等人都受到王翔千影响。1921年8月，王尽美参加中共一大后回到济南，准备在益都秘密成立中国共产党组织。侯志专程自济南提前到益都，与在益都山东省立第四师范学校学习的李愉到火车站迎接王尽美。王尽美在益都的3天内，侯志随行掩护，使王尽美在益都完成了成立中国共产党组织的工作。
1921年9月，王尽美、邓恩铭在济南成立马克思学说研究会。侯志、王辩、于佩贞等人受到影响，也在山东省立女子师范学校秘密成立学习小组，学习政治及时事，阅读进步书刊。为打破封建思想对女性的束缚，侯志还带头留短发，鼓励同学走出校门与男生往来，上街参加反帝运动。为支援济南工人罢工，侯志带头忌肉、忌菜，将省下的伙食费捐给罢工工人。济南鲁丰纱厂工人罢工期间，侯志带领同学们集会演讲，散发反帝反军阀传单。
1923年，经王尽美、王翔千介绍，侯志加入中国社会主义青年团。1924年秋，加入中国共产党，成为山东省最早的女共产党员之一。1925年初春，自山东省立女子师范学校毕业。

### 各地任职
1925年夏，中共山东党组织决定送侯志到莫斯科东方大学学习。1925年10月，到莫斯科东方大学开始学习生活。1926年10月，在莫斯科东方大学学习期间，与武胡景结婚。1928年初，侯志结束在东方大学的学习，同丈夫武胡景离开莫斯科回中国。二人先到上海，但因上海地下党组织遭严重破坏而未能接上组织关系。不久，回到山东接上组织关系。侯志任中共山东省委秘书兼妇女部长。1928年秋，侯志与中共山东省委的魏玉新到鲁丰纱厂发动女工，但被该厂一人举报，二人当即被逮捕，关押在日军宪兵司令部牢房。经过中共党组织营救，侯志获释，随后出任中共淄川特别支部妇女部长。1928年10月，随武胡景到青岛，武胡景任中共青岛特别支部书记，侯志任妇女部长。1929年2月，中共山东省委决定调武胡景等人到济南主持中共山东省委重建工作，侯志随之到济南任中共山东省委秘书长。1929年4月，武胡景被捕后，侯志给武胡景的哥哥武怀谦写信求救。此时，奉中共中央之命，侯志调往上海，任中共沪西区委秘书长。1929年7月，武胡景成功越狱，随后到上海，向中共中央汇报越狱情况。
1930年1月，武胡景和侯志奉派到唐山，组建中共唐山市委。武胡景任中共唐山市委书记，侯志任妇女部长。在唐山，侯志深入厂矿调查研究，教育工人。从1930年1月到4月，侯志帮助建立健全了7个党支部、1个区委，使唐山的党员从80名增至200多名。
1930年7月，中共顺直省委调武胡景任中共天津市委书记，侯志任中共天津市委秘书长。1930年9月间，瞿秋白、周恩来等在上海主持召开中共六届三中全会，结束了李立三的立三路线在中央的统治。随后，侯志协助中共天津市委书记武胡景召开市委会议，传达了中共六届三中全会精神及北方局的指示，撤销了“天津总行动委员会”。
1931年1月，中共六届四中全会举行。会后，侯志随武胡景调往哈尔滨，改建中共北满特委，武胡景任中共北满特委书记兼中共哈尔滨市委书记，侯志任中共北满特委委员、妇女部长。与他们一起来到哈尔滨的还有贺昌炽（任中共北满特委宣传部部长）。在哈尔滨期间，侯志协助武胡景组建起5个县委、1个区委，党员达到近400名。同时，还在海员、洋车夫、皮鞋业、砖瓦业工人中建立工会，并开展了一系列罢工。此外还开展了一系列罢课、罢市。他们还建立了反帝大同盟，会员达一千多人。日军加快侵略中国东北，武胡景、侯志向中央递交了尽快建立反帝统一战线的报告，但没有回音。1931年九一八事变后，武胡景、侯志将北满的党员、工人、学生组建为抗日游击队，深入吉林农村活动。
1931年12月，中共中央决定，任命武胡景为中共临时中央军事部部长。接到任命后，武胡景夫妇带着不满1周岁的小女儿武华，在中央满洲省委代理书记杨靖宇、中共东满特委军委书记赵尚志护送下，离开哈尔滨，小女儿武华差点在路上冻死。1932年1月，武胡景与侯志抵达上海任职。侯志担任中共临时中央军事部秘书长。1933年1月，中共临时中央迁往江西中央苏区瑞金。之后又在上海成立中共上海中央局，原中共临时中央军事部改称中共上海中央局军委，武胡景改任军委书记，侯志任军委秘书长。1933年5月，武胡景任中共上海中央局保卫部部长，侯志任保卫部秘书长。

### 苏联岁月
1935年初，武胡景到莫斯科。1935年7月，侯志到莫斯科，和武胡景等人作为中共代表团正式代表出席共产国际第七次代表大会。此后，二人到莫斯科的国际工人出版社中文部任职，侯志做中文抄写及编译工作。
1937年2月，武胡景、侯志入民族殖民地问题研究所读研究生。1939年3月，侯志毕业。
1937年秋冬，武胡景被作为“托派分子”逮捕。侯志提出申诉，受到“留党察看一年”的处分。中共代表团决定派她回国参加工作，由中共中央解决她的问题。但侯志不满受到处分，1938年末要派她回国时，她要求共产国际再留她在莫斯科一年，彻底解决她的问题后再回国。此后，侯志多年在苏联生活，被派到苏联工农红军大学、莫斯科东方大学当中文教师，还曾任出版社翻译。

### 归国之后
1945年7月，苏联派苏联红军出师中国东北，进攻日本关东军。侯志作为俄语翻译随苏联红军来到中国东北。直到1946年12月，侯志才算正式留在中国。历任哈尔滨市公安局科长，沈阳市公安局科长、副处长，中共沈阳市委统战部秘书长。1947年初，侯志曾给毛泽东写信，请求寻找武胡景。
中华人民共和国成立后，侯志任沈阳市妇联主任，中共沈阳市委第一、二、三届委员，沈阳市人民政府第一、二、三届委员，全国妇联第二届执委。
侯志利用到北京开会的机会，先后找周恩来、刘少奇、帅孟奇、安子文、杨之华、王世英等人，反映武胡景失踪情况。刘少奇对武胡景的革命贡献给予肯定。侯志找到周恩来时，周恩来让秘书立刻通知中国驻苏联大使馆，要求务必查明武胡景下落。帅孟奇、杨之华、安子文、冯仲云、王世英等人也曾质问过康生。1956年7月，中共八大召开期间，侯志再次上书毛泽东，引起毛泽东重视。经国家统计局副局长孙冶方证实，武胡景1936年已在苏牺牲。1957年，武胡景被追认为革命烈士。
1950年代后期，侯志被视为“特务嫌疑”而免职。文化大革命爆发后，1967年，患有白内障的侯志赴北京治病，住在胞妹侯慧真家中，随即被逮捕，押入中央三办（康生办公室），后被关进秦城监狱。侯志的亲属数十人也受到株连。
1978年初，中共中央组织部部长胡耀邦得知侯志被关押在秦城监狱，当即将她解救出来。出狱当天，胡耀邦亲自迎接侯志，并将她送上去沈阳的火车。侯志出狱后，从补发的生活费里拿出5000元缴了党费。
1982年1月27日，侯志在沈阳病逝。追悼会由中共辽宁省委书记李涛主持，中共沈阳市委书记吴铁鸣致悼词。